# Pfarrhaus Mittelstetten (Schwabmünchen)

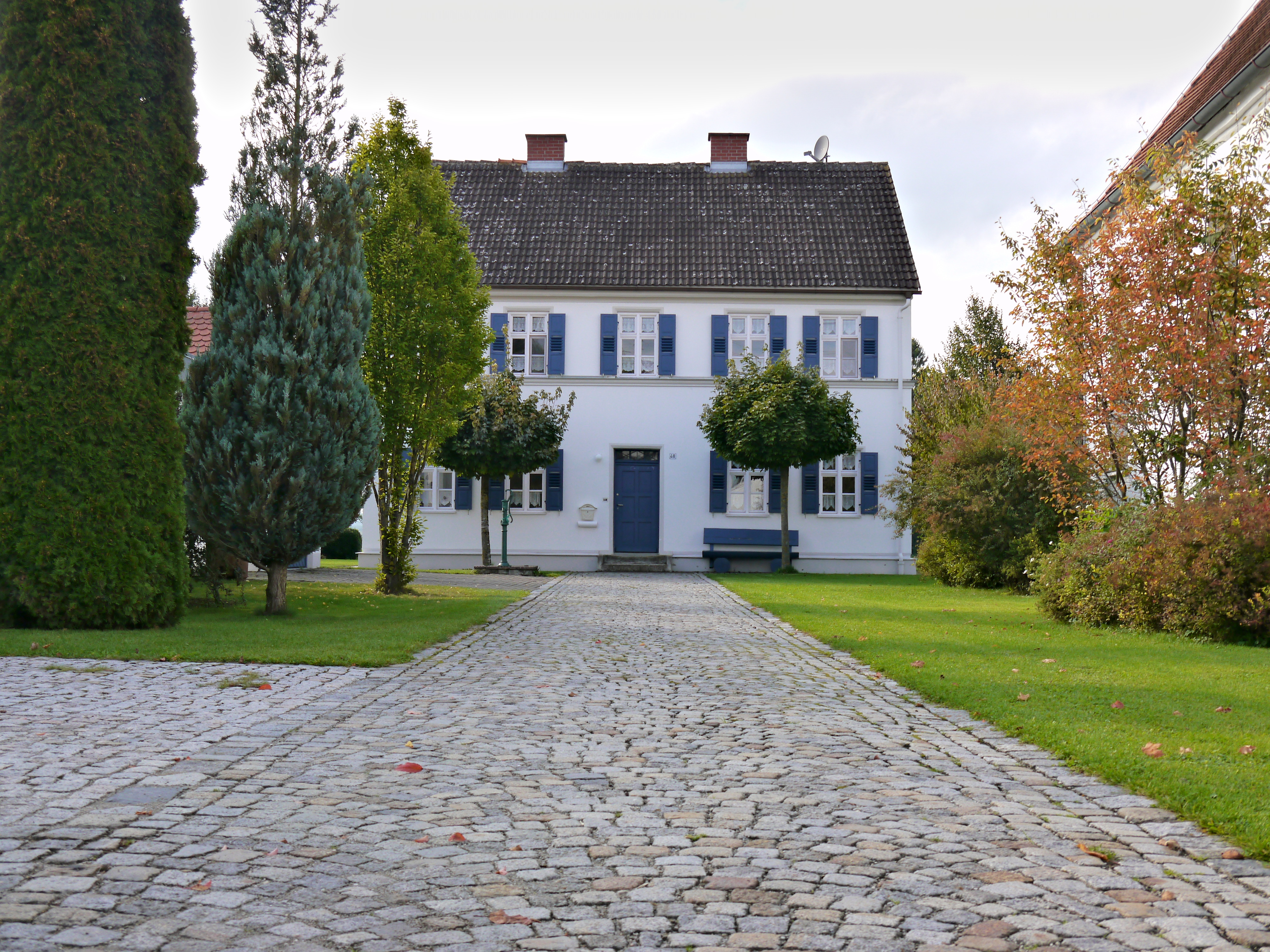
Ehemaliges Pfarrhaus in Mittelstetten

Das Pfarrhaus in Mittelstetten, einem Stadtteil von Schwabmünchen im Landkreis Augsburg im bayerischen Regierungsbezirk Schwaben, wurde 1869 errichtet. Das ehemalige Pfarrhaus an der Dorfstraße 48, neben der katholischen Pfarrkirche St. Magnus, ist ein geschütztes Baudenkmal.
Der zweigeschossige Satteldachbau besitzt ein umlaufendes Sohlbankgesims.